# کوزل (زاکسن-آنهالت)
کوزل (به آلمانی: Küsel) یک منطقهٔ مسکونی در آلمان است که در موکرن واقع شده‌است. کوزل ۱۳۰ نفر جمعیت دارد.